# Ngamatea
Ngamatea est une localité située dans la partie nord-est du district de Rangitikei de la région de Hawke's Bay dans l’Île du Nord de la Nouvelle-Zélande.

## Situation
Ngamatea est unique, car elle est localisée dans la région de Hawke's Bay bien qu’elle fasse partie du district de Rangitikei, qui lui-même, est presque entièrement située dans la région de Manawatu-Wanganui. 
Elle a une surface de 610,54 km2, soit 13,63 % de la surface totale du district de Rangitikei.
Ngamatea est initialement le nom d’une station agricole qui élève essentiellement des cerfs sika destinés à la chasse mais aussi des truites pour la pêche.
Le secteur statistique (en) de Ngamatea a une surface de 610,54 km2,bien qu’il ne possède que 0,2 % de la population du district alors que le secteur de Ngamatea contient 13,6 % de sa surface totale. 
C’est la seule partie du district de Rangitikei localisée dans la région de Hawke's Bay, dont il constitue ainsi 4,3 % de la surface totale.
Les limites de Ngamatea sont : 
- Taharua (district de Taupo, Hawke's Bay) au nord,
- ‘Puketitiri (district de Hastings, Hawke's Bay) au nord-est,
- ‘Whanawhana’ (Hastings) au sud, et
- Moawhango à l’ouest[2]

Localisation du district de Rangitikei dans l’Île du Nord : la ligne blanche divisant le district, sépare ce district par régions d'origine. Ainsi la majorité de la surface est située dans la région de Manawatu-Wanganui et une petite portion dans le nord-est, le secteur de Ngamatea proprement dit, qui est en fait localisé dans la région de Hawke's Bay.
(en) « peinture de la station d'élevage de Ngamatea », Te Ara  Encyclopedia of New Zealand.

## Accès
La ville de Ngamatea est accessible par la route Taihape-Napier mais il n’y a pas de route nationale ou autoroute.

## Démographie
La ville de Ngamatea a une population de 27 habitants selon le recensement de 2013 en Nouvelle-Zélande.  
C’est une augmentation de 12 résidents, ou 30,8 %, depuis le recensement de 2006. 
Il y a douze logements occupés, trois logements inoccupés et aucun en construction.
Le secteur statistique a un âge médian de 23,7 ans, 14,3 ans en dessous de l’âge médian national, qui est de 38 ans. 
Le revenu annuel médian de toutes les personnes de plus de 15 ans d’âge était de 37 500 $, comparé aux 28 500 $ au niveau national.
Aucune autre information n'est publiée du fait de la politique de confidentialité de Statistiques de Nouvelle-Zélande avec des restrictions particulières associées aux petites communautés.

## Gouvernance

### Gouvernance locale
En tant que partie du district de Rangitikei, le maire de Rangitikei (en) actuel depuis 2013 (élections 2013 (en)) est Andy Watson (en).
Ngamatea forme une partie du ward de Taihape au sein du conseil du district de Rangitikei (en), qui élit trois conseillers sur les onze du district. 
Les trois conseillers actuels du ward de Taihape sont Richard Aslett, Angus Gordon et Ruth Rainey.
Le maire et les conseillers seront donc tous ré-éligibles en octobre 2016 (en).

### Gouvernance au niveau national
Ngamatea, comme le reste du district de Rangitikei, est localisée dans l'électorat général (en) de Rangitīkei (en) et dans l'électorat maori de Te Tai Hauāuru (en).  
Rangitīkei est un siège libre du Parti national depuis les élections de 1938 (en) avec l’exception de 1978 à 1984, quand il fut tenu par Bruce Beetham (en) du Parti du crédit social (en). 
Depuis les élections de 2011, il est tenu par Ian McKelvie (en).
Te Tai Hauāur’u est un siège plus instable, ayant été tenu par trois partis différents depuis les élections générales de 1996, par Nouvelle-Zélande d'abord, le Parti māori et le Parti travailliste de Nouvelle-Zélande. 
Depuis les élections générales de 2014, il est tenu par Adrian Rurawhe du Labour Party.